# جيمس كيلبورن
جيمس كيلبورن هو محامي وسياسي أمريكي، ولد في 19 أكتوبر 1770 في نيو بريتن في الولايات المتحدة، وتوفي في 9 أبريل 1850 في وورثينغتون في الولايات المتحدة. نشط حزبياً في الحزب الجمهوري الديمقراطي. وقد انتخب عضو مجلس نواب أوهايو ‏ وانتخب عضو مجلس النواب الأمريكي ‏.